# Религија у предисламској Арабији
Религија у предисламској Арабији укључивала је домородачки арапски политеизам, древне семитске религије, хришћанство, јудаизам, мандеизам и зороастризам.
Арапски политеизам, доминантни облик религије у предисламској Арабији, био је заснован на поштовању божанстава и духова. Обожавање је било усмерено на различите богове и богиње, укључујући Хубала и богиње ал-Лат, ал-Узу и Манат, у локалним светиштима и храмовима као што је Ћаба у Меки. Божанства су поштована и призивана кроз разне ритуале, укључујући ходочашћа и прорицање, као и ритуално жртвовање. Изнете су различите теорије у вези са улогом Алаха у меканској религији. Многи физички описи предисламских богова су повезани са идолима, посебно у близини Ћабе, за коју се каже да  је садржала до 360 идола.
Друге религије су биле заступљене у варирајућем, мањем степену. Утицај суседних римских и аксумских цивилизација резултирао је постојањем хришћанских заједница на северозападу, североистоку и југу Арабије. Хришћанство је имало мањи утицај на остатак полуострва, али је дошло до одређеног броја конверзија. Са изузетком несторијанства на североистоку и у Персијском заливу, доминантни облик исповеданог хришћанства био је мијафизитички. Полуострво је било одредиште за јеврејске миграције још од римских времена, што је резултирало постепеним стварањем јеврејске дијаспоре, коју су допунили локални конвертити. Поред тога, утицај Сасанидског царства је резултирао присуством иранских религија на полуострву. Зороастризам је био присутан на истоку и југу, док постоје докази о манихејству или маздакизму који су се вероватно практиковали у Меки.

## Историјат и извори
Отприлике до четвртог века, скоро сви становници Арабије практиковали су политеистичке религије. Иако су се формирале значајне јеврејске и хришћанске мањине, политеизам је остао доминантан облик веровања у предисламској Арабији.
Савремени извори информација о преисламској арапској религији и пантеону укључују мали број натписа и резбарија, предисламску поезију, ванарабијске изворе као што су јеврејски и грчки извештаји, као и муслиманску традицију, као што је Кур'ан и исламски списи. Ипак, доступне информације су ограничене.
Једна рана потврда арапског политеизма наведена је у Асархадоновим Аналима где се помињу Атарсамаин, Нуха, Руда и Атаркурум. Херодот је, пишући у својим Историјама, известио да су Арапи обожавали Ороталта (поистовећеног са Дионисом) и ал-Лат (поистовећену са Афродитом). Страбон је изјавио да су Арапи обожавали Диониса и Зевса. Ориген је писао да су обожавали Диониса и Уранију.
Муслимански извори који се односе на арапски политеизам укључују Књигу идола из осмог века од Хишама ибн ал-Калбија, за коју Ф. Е. Питерс тврди да представља најсадржајнији преглед верских пракси предисламске Арабије, као и дела јеменског историчара ел Хасана ел Хамданија о веровањима народа Јужне Арабије.
Према Књизи идола, потомци Аврамовог сина (Исмаила) који су се настанили у Меки су мигрирали у друге земље. Са собом су носили свето камење из Ћабе, подизали их и вршили циркумамбулацију (ритуални чин кружења око светилишта) попут Ћабе. Ово је, према ал-Калбију, довело до пораста обожавања идола. На основу наведеног, може се претпоставити да су Арапи првобитно поштовали камење, а касније су прихватили обожавање идола под страним утицајима. Однос између бога и камена као његове репрезентације може се видети из сиријског дела из трећег века под називом Хомилија Псеудо-Мелитона, где он описује паганске вере говорника сиријског у северној Месопотамији, који су углавном били Арапи.
Према Ф. Е. Питерсу, „једна од карактеристика арапског паганизма какав је дошао до нас је одсуство митологије, наратива који би могли послужити за објашњење порекла или историје богова“. Многа божанства имају епитете, али им недостају митови или наративи за декодирање епитета, што их чини генерално неинформативним.

## Обожавање

### Божанства
Предисламске арапске религије биле су политеистичке, са многим познатим именима божанстава. Формални пантеони су уочљивији на нивоу краљевстава, променљивих величина, у распону од једноставних градова-држава до племенских савеза. Племена, градови, кланови, лозе и породице такође су имали своје култове. Кристијан Жилијен Робин сугерише да је таква структура божанског света одражавала друштво тог времена. Трговачки каравани су доносили и стране верске и културне утицаје.
Велики број божанстава није имао властита имена и на њих су се односиле титуле које су означавале одредницу за квалитет, породични однос или место којем претходи „онај који“ или „она која“ (dhū или dhāt).
Религиозна веровања и обичаји номадских бедуина разликовали су се од веровања насељених племена у градовима као што је Мека. Верује се да су системи и праксе номадских верских веровања укључивали фетишизам, тотемизам и поштовање мртвих, али су углавном били повезани са непосредним бригама и проблемима и нису разматрали већа филозофска питања као што је загробни живот. Са друге стране, сматра се да су стално насељени урбани Арапи веровали у сложенији пантеон божанстава. Док су Меканци и остали стално насељени становници Хиџаза обожавали своје богове у сталним светиштима у градовима и оазама, бедуини су своју религију практиковали у покрету.

### Мањи духови
У Јужној Арабији, mndh’t су били анонимни духови чувари заједнице и духови предака породице. Били су познати као сунце (šams) својих предака.
У Северној Арабији, ginnaye су били познати из натписа у Палмири као „добри богови који награђују“ и вероватно су били повезани са џинима западне и централне Арабије. За разлику од џина, ginnaye није могао да повреди нити да запоседа људе и био је много сличнији римском генију. Према уобичајеном арапском веровању, гатаре, предисламски филозофи и песници били су инспирисани џинима. Међутим, џина су се такође бојали и сматрало се да су одговорни за изазивање разних зараза и менталних болести.

#### Улога Алаха
Неки научници постулирају да се у предисламској Арабији, укључујући и Меку,  Алах сматрао божанством, вероватно божанством творцем или врховним божанством у политеистичком пантеону. Реч Алах (од арапског al-ilah што значи „бог“) је можда коришћена као титула, а не као име. Концепт Алаха је можда био нејасан у меканској религији. Према исламским изворима, Меканци и њихови суседи веровали су да су богиње Ал-Лат, Ал-'Уза и Манат биле Алахове кћери.
Регионалне варијанте речи Алах јављају се и у паганским и у хришћанским предисламским натписима. Помени Алаха налазе се у поезији преисламског арапског песника Зухајра бин Аби Сулме, који је живео генерацију пре Мухамеда, као и у предисламским личним именима. Име Мухамедовог оца било је Abd-Allāh, што значи Алахов слуга.
Чарлс Расел Колтер и Патриша Тарнер сматрали су да Алахово име може бити изведено од преисламског бога по имену Аилиах и слично је Елу, Илу, Илаху и Јехови. Такође су сматрали да су неке од његових карактеристика наизглед засноване на лунарним божанствима као што су Алмаках, Кахл, Шакер, Вад и Варах. Алфред Гијом наводи да веза између Илаха из којег је формиран Алаха и древног вавилонског Ила или Ел из древног Израела није јасна. Велхаузен наводи да је Алах био познат из јеврејских и хришћанских извора и да је био познат паганским Арапима као врховни бог. Винфрид Кордуан сумња у теорију да је исламски Алах повезан са богом месеца, наводећи да је назив Алах коришћен као генерички термин, попут назива ел-Елион који се користио као титула бога Суена.
Јужноарапски натписи из четвртог века нове ере односе се на бога по имену Рахман („Милосрдни“) који је имао монотеистички култ и називан је „Господар неба и земље“. Арон В. Хјуз наводи да научници нису сигурни да ли се развио из ранијих политеистичких система или се развио због све већег значаја хришћанске и јеврејске заједнице и да је тешко утврдити да ли је Алах био повезан са Рахмананом. Максим Родинсон, међутим, сматра да је једно од Алахових имена, „Ар-Рахман“, раније коришћено у облику Рахманан.

#### Ал-Лат, ал-Уза и Манат
Ал-Лат, Ал-'Уза и Манат су била уобичајена имена која се користе за више богиња широм Арабије. Г. Р. Хавтинг наводи да су савремени научници често повезивали имена арапских богиња Ал-лат, Ал-'Узе и Манат са култовима посвећеним небеским телима, посебно Венери, ослањајући се на доказе изван муслиманске традиције, као и у вези са Сиријом, Месопотамијом и Синајским полуострвом.
Ал-Лат (арапски: اللات) обожавана је широм древног Блиског истока са разним асоцијацијама. Херодот у 5. веку пре нове ере идентификује Alilat (грчки : Αλιλατ) као арапско име за Афродиту (и, у другом пасусу, за Уранију), што је јак доказ за обожавање богиње Ал-Лат у Арабији током тог раног периода. Ал-'Уза (арапски : العزى) је била богиња плодности  или можда богиња љубави. Манат (арапски: مناة) је била богиња судбине.
Ал-Латин култ био је раширен у Сирији и северној Арабији. Из сафаитских и хисмејских натписа, вероватно је да је обожавана као Лат (lt). Ф. В. Винет је видео ал-Лат као лунарно божанство због повезаности полумесеца са њом у 'Аин еш-Шалали и лихјанитског натписа који помиње име Вадума, минејског бога месеца, путем титуле fkl lt. Рене Дисо и Гонзаге Рејкманс су је доводили у везу са Венером, док су је други сматрали соларним божанством. Џон Ф. Хили сматра да је ал-Уза заправо могао бити епитет богиње ал-Лат пре него што је постала засебно божанство у меканском пантеону. Паола Коренте, ауторка Redefining Dionysus, сматра да је Уза могла бити божанство вегетације или небеско божанство атмосферских феномена и божанство неба.

## Верске праксе

### Култне слике и идоли
Обожавање светог камења представљало је једну од најважнијих пракси народа који говоре семитске језике, што укључује и Арапе. Култне слике божанства најчешће су биле необрађени камени блок. Најчешћи назив за ове камене блокове потиче од семитског nsb („стајати усправно“), али су коришћени и други називи, као што су набатејски masğida („место сеџде“ - клањања) и арапски duwar („предмет кружног обиласка“, овај термин се често јавља у предисламској арапској поезији ). Ово камење богова је обично било самостојећа плоча, али набатејско камење богова обично је уклесано директно на стену. Црте лица су могле бити урезане на камен (посебно у Набатеји), или астрални симболи (посебно у Јужној Арабији). Под грчко-римским утицајем, уместо тога би се могла користити антропоморфна статуа.
Књига идола описује две врсте статуа: идоле (санам) и слике (ватан). Да је статуа направљена од дрвета, злата или сребра, по људском облику, то би био идол, али да је кип направљен од камена, то би била слика.
Представљање божанстава у животињском облику било је уобичајено у Јужној Арабији, као што је бог Сајин из Хадрамаута, који је био представљен или као орао који се бори са змијом или као бик.

### Света места
Света места су била позната као хима, харам или махрам, а унутар ових места сва жива бића су се сматрала неприкосновеним и насиље је било забрањено. У већем делу Арабије, ова места би била у облику светилишта на отвореном, са карактеристичним природним окружењем као што су извори и шуме. Градови су садржали храмове са китњастим структурама и били су опасани зидинама.

### Свештенство и свештене службе
Свете области су често имале чувара или вршиоца култних обреда. Сматрало се да ови службеници брину о том подручју, примају понуде и врше прорицање. Познати су под многим именима, вероватно на основу културно-језичких преференција: afkal је коришћен у Хиџазу, kâhin у региону Синај-Негев-Хисма, а кумра се користио у областима под утицајем арамејског језика. У Јужној Арабији, rs2w и 'fkl су коришћени за означавање свештеника, а друге речи укључују qyn („администратор“) и mrtd („посвећен одређеном божанству“). Сматра се да је у великим светиштима постојало специјализованије особље.

### Ходочашћа
Ходочашћа на света места обављала би се у одређено доба године. Ходочаснички путеви из централне и северне Арабије одржавали су се у одређеним месецима који су били означени као мирнодопски, што је омогућавало процват неколико активности, као што је трговина, иако је на неким местима била дозвољена само робна размена.

#### Јужноарабијска ходочашћа
Најважније ходочашће у Саби је вероватно било ходочашће богу Алмакаху у Марибу, обављано у месецу зу-Абхи (отприлике у јулу). Две референце потврђују ходочашће Алмакаху зу-Хирану у 'Амрану. Ходочашће Та'лаб Риама одржано је у планини Тур'ат и храму Забиан у Хадакану, док је ходочашће зу-Самавију, богу племена Амир, одржавано у граду Баракишу. Осим сабејских ходочашћа, ходочашће богу Сајину се одржавало у Шабви.

#### Меканско ходочашће
Ходочашће у Меку укључивало је стајање под планином Арафат, Муздалифу, Мину и централну Меку која је укључивала Сафу и Марву, као и Ћабу. Ходочасници на прве две станице обављали су вукуф или молитву стојећи. На Мини су жртвоване животиње. Поворка од Арафата до Муздалифе, и од Мине до Меке, унапред предодрељеном рутом према идолима или идолу, називала се ijaza и ifada, при чему се ifada одвијала пре заласка сунца. У Џабал Кузаху, пожари су подметнути током светог месеца.
У близини Ћабе налазио се бетил који је касније назван Макам Ибрахим; место звано al-Ḥigr за које Азиз ал-Азме сматра да је резервисано за освећене животиње, заснивајући свој аргумент на сабејском натпису који помиње место звано mḥgr које је било резервисано за животиње; и бунар Земзем. И Сафа и Марва су били у близини два брда за жртве, која представљају пут до Абу Кубаиса одакле је, како се извештава, Црни камен потекао.

### Секте и слична удружења
Меканска ходочашћа су се разликовала према обредима различитих култних удружења, у која су се појединци и групе удруживали у верске сврхе. Удружење Хила обавило је хаџ у јесен, док су Тул и Хумс обавили умру у пролеће.
Хумс су били племена Курејшије, Бену Кинана, Бену Хуза'а и Бену Амир . Они нису обавили ходочашће ван зоне харама Меке, искључујући планину Арафат. Такође су развили одређена ограничења у исхрани и култури. Према Китаб ал-Мухабару, Хил је означавала већину Бану Тамима, Кајса, Раби`а, Куда'ах, Ансар, Хат'ам, Бађила, Бену Бакр ибн Абд Манат, Худаил, Асад, Таји. Тули су се састојали од племена Јемен и Хадрамаут, 'Акк, Уџаиб и Ијад. Басл је признавао најмање осам месеци календара као свете. Постојала је и друга група која није признавала светост харама у Меки или светих месеци, за разлику од остале четири.

### Астрологија и прорицање
Древни Арапи који су насељавали Арабијско полуострво пре појаве ислама исповедали су широко распрострањено веровање у фатализам (kadar) поред страшног обзира према небу и звездама, за које су сматрали да су на крају одговорни за све појаве које се дешавају на Земљи и за судбину човечанства. Сходно томе, обликовали су читав свој живот у складу са својим тумачењима астралних појава.
У Јужној Арабији, пророчишта су сматрана ms’l, или „место питања“, и да су божанства ступила у интеракцију кроз hr’yhw („нагнањем да виде“) визије, сан или чак директну интеракцију. Иначе, божанства су интераговала индиректно преко медијума.
Постојала су три методе прорицања потврђена у предисламској Арабији; две од ових метода, прављење трагова у песку или на стенама и бацање каменчића, слабо су потврђене. Друга метода, пракса насумичног одабира стрелице са упутствима, била је широко потврђена и била је уобичајена широм Арабије. Једноставан облик ове праксе је наводно извео извесни човек пред сликом зул-Халасе, за кога се понекад наводи да је био песник Имрул Кајс, према ал-Калбију. Разрађенији облик ритуала извођен је пред Хубаловом сликом. Овај облик прорицања је такође посведочен у Палмири, о чему сведочи почасни натпис у храму Ал-Лат.

### Приноси и ритуално жртвовање
Најчешћи приноси су биле животиње, усеви, храна, течности, исписане металне плоче или камене плоче, ароматици, здања и готови предмети. Арапи који су држали камиле би жртвовали своју стоку одређеним божанствима. Животињама би пререзали уши и остављали их на испашу без сточара, што би им омогућило да умру природном смрћу.
Предисламски Арабљани, посебно сточарска племена, жртвовали су животиње као жртву божанству. Ова врста понуде била је уобичајена и укључивала је домаће животиње као што су камиле, овце и говеда, док су дивљач и живина ретко или никада спомињани. Обреди жртвовања нису били везани за одређену локацију, иако су се обично практиковали на светим местима. Поклоник је могао да обавља обреде жртвовања, мада према Хојланду, женама вероватно није било дозвољено. Крв жртве, према предисламској арапској поезији и одређеним јужноарапским натписима, такође је била „проливена“ на олтарском камену, формирајући тако везу између човека и божанства. Према муслиманским изворима, већину жртвовања је пратила заједничка гозба.
У Јужној Арабији, почевши од хришћанске ере, или можда нешто раније, статуете су представљене пред божанством, познате под називом slm (мушко) или slmt (женско). У Арабији су се понекад приносиле људске жртве. Жртве су углавном били ратни заробљеници који су представљали божји удео у победе и плену, иако су можда постојали и други облици.
Крвна жртва је дефинитивно практикована у Јужној Арабији, али је познато мало референци на такву праксу, осим понеких минејских натписа.

## Друге праксе
У Хиџазу, женама са менструацијом није било дозвољено да буду у близини култних слика. Подручје у којем су стајале Исафове и Наилине слике сматрало се изван граница за жене са менструацијом. Тако је наводно било и са Манафом. Према Књизи идола, ово правило важило је за све „идоле”. То је такође био случај у Јужној Арабији, као што је потврђено у јужноарапском натпису из Ал-Џауфа.
Сексуални односи у храмовима су били забрањени, као што сведоче два јужноарапска натписа. Једна легенда говори о Исафу и Наили, где су двоје љубавника водили љубав у Ћаби и постали окамењени, придружили се идолима у Ћаби, понавља ову забрану.

## Према локацији

### Источна Арабија
Цивилизација Дилмун, која је постојала дуж обале Персијског залива и Бахреина до 6. века пре нове ере, обожавала је пар божанстава, Инзака и Мескилака. Није познато да ли су то била једина божанства у пантеону или је било других. Откриће бунара на локалитетима храма и светилишта Дилмун сугерише да је слатка вода играла важну улогу у верским праксама.
У наредном грчко-римском периоду, постоје докази да су обожавање неаутохтоних божанстава у регион донели трговци и посетиоци. Међу њима су били Бел, бог популаран у сиријском граду Палмири, месопотамска божанства Набу и Шамаш, грчка божанства Посејдон и Артемида и западноарапска божанства Кал и Манат.

### Јужна Арабија
Водећи извори верских информација у предисламској Јужној Арабији су натписи, којих има на хиљаде, као и Куран, допуњен археолошким доказима.
Сматра се да су цивилизације Јужне Арабије имале најразвијенији пантеон на Арапском полуострву. У Јужној Арабији, најчешћи бог је био Атар. Сматрало се да је божанство заштитника (шим) од много непосреднијег значаја од Атара. Тако је краљевство Сабе за заштитника имало Алмакаха, краљевство Маин Вад, краљевство Катабан је имало Ам, а краљевство Хадрамаут је имало Сајина. Сваки народ је назван „децом“ свог божанства заштитника. Заштитничка божанства су играла виталну улогу у друштвено-политичком смислу, њихови култови су служили као фокус човекове кохезије и лојалности.
Докази из сачуваних натписа сугеришу да је свако од јужних краљевстава имало свој пантеон од три до пет божанстава, при чему је главно божанство увек било бог. На пример, пантеон Сабе је обухватао Алмаках, главно божанство, заједно са Атаром, Хаубасом, дат-Химиамом и дат-Баданом. Главни бог у Ма'ину и Химиару био је Атар, у Катабану је то био Амм, а у Хадрамауту је био Сајин. 'Ам је био лунарно божанство и био је повезан са временом, посебно муњама. Једна од најчешћих титула бога Алмакаха била је „Господар Авама“.
Анбаи је био пророчки бог Катабана и такође портпарол Ама. Његово име се помињало у краљевским прописима који се односе на водоснабдевање. Анбајево име је било повезано са именом вавилонског божанства Набуа. Хавкам је призиван поред Анбаја као бог „команде и одлуке“, а његово име је изведено из корена речи „бити мудар“.
Централни храм сваког краљевства био је фокус обожавања главног бога и био би одредиште за годишње ходочашће, са регионалним храмовима посвећеним локалној манифестацији главног бога. Друга бића која су обожавана укључивала су локална божанства или божанства посвећена одређеним функцијама, као и обожене претке.

### Утицај арапских племена
Задирање северних арапских племена у Јужну Арабију такође је увело северна арапска божанства у регион. Три богиње ал-Лат, ал-Уза и Манат постале су познате као Лат/Латан, Узајан и Манаут.  Узајанин култ посебно је био распрострањен у Јужној Арабији, а у Катабану је призивана као чувар последње краљевске палате. Лат/Латан није била значајна у Јужној Арабији, али изгледа да је била популарна код арапских племена која се граниче са Јеменом. Друга арапска божанства укључују ду-Самавија, бога којег је првобитно обожавало племе Амир, и Кахилана који је можда у сродству са Калом из Карјат ал-Фауа.
За племе Азд Сарат из региона Асир, које се граничи са Јеменом, каже се да је обожавало Ду'л-Схара, Ду'л-Кафаин, Ду'л-Халаса и А'им. Према Књизи идола, Ду'л-Кафаин потиче из клана Бену Давс. Поред тога што се обожава међу Аздима, за Душару се такође наводи да има светилиште међу племеном Давс. Ду'л-Халаса је био бог пророка и такође су га обожавала племена Бађила и Хатам.

### Утицај на Аксум
Пре преласка на хришћанство, Аксумити су следили политеистичку религију која је била слична религији присутној у Јужној Арабији. Лунарни бог Хавбас обожаван је у Јужној Арабији и Аксуму. Име бога Астара, небеског божанства, било је повезано са именом Атара. Бог Алмаках је обожаван у Хавулти-Мелазо. Јужноарапски богови у Аксуму су укључивали Дат-Химиам и Дат-Ба'адан. Камен је касније поново употребљен за цркву Енда-Церкош у Мелазу помиње ове богове. Хавбас се такође помиње на олтару и сфинги у Дибдибу. Име Нрв-а који се помиње у натписима Аксума повезано је са именом јужноарапског бога Наврава, божанства звезда.

### Прелазак на јудаизам
Химијарски краљеви су се радикално супротстављали политеизму у корист јудаизма, и званично од 380. Последњи траг политеизма у Јужној Арабији је натпис који обележава грађевински пројекат са политеистичком инвокацијом, и други, који помиње храм Та'лаб, сви датирају из 380. године (први датира из владавине краља Дара'амара Ајман, а овај последњи датира из 401–402. Одбацивање политеизма из јавне сфере није значило његово потпуно изумирање, јер се политеизам вероватно наставио у приватној сфери.

### Централна Арабија
Главни бог племена Кинда био је Кал, по коме је њихов главни град Карјат Дат Кахл (модерни Кариат ал-Фав) добио име. Његово име се појављује у облику многих натписа и камених гравура на обронцима Тувајка, на зидовима сеоских пијаца, у стамбеним кућама и на кадионицама. Натпис на Карјат Дат Кахл призива богове Кахл, Атар ал-Шарик и Лах.

### Хиџаз
Према исламским изворима, регион Хиџаз је био седиште три важна светилишта посвећена ал-Лату, ал-'Узи и Манату. Светиште и идол Ал-Лат, према Књизи идола, некада је био у Таифу, а првенствено га је обожавало племе Бану Тхакиф.  Главно светилиште посвећено Ал-'Узи било је у Накхли и она је била главна богиња племена Курејшија. Манатов идол, наводно најстарији од тројице, подигнут је на обали мора између Медине и Меке, а поштовала су га племена Авс и Хазраџ. Становници неколико области су поштовали Манат, приносећи жртве пред њеним идолом, а ходочашћа неких се нису сматрала завршеним све док нису посетили Манат и обријали главе.
У региону Муздалифа у близини Меке, обожаван је бог Кузах, бог киша и олуја. У предисламско доба ходочасници су се заустављали на брду Куза пре изласка сунца. Традиционално се наводи да је Кусаи ибн Килаб увео асоцијацију на обожавање ватре са њим на Муздалифи.
Засебна племена су поштовала разна друга божанства у овој области, као што су бог Сува код племена Бену Худаил и бог Нухм код племена Музеина.

### Историографија
Већина постојећих информација о Меки током успона ислама и ранијих времена потиче из текста самог Курана и каснијих муслиманских извора као што су пророчка биографска литература која се бави животом Мухамеда и Књига идола. Алтернативни извори су толико фрагментарни и специјализовани да је само на основу њих немогуће написати убедљиву историју овог периода. Неколико научника сматра да литература сира није независна од Курана, већ је измишљена да објасни стихове из Курана. Постоје докази који подржавају тврдњу да су неки извештаји о сирама сумњиве валидности, али такође постоје докази који подржавају тврдњу да су наративи о сирама настали независно од Курана. Проблем додатно отежава то што су најранија постојећа муслиманска историјска дела, укључујући сире, састављена у свом коначном облику више од једног века након почетка исламске ере. Неки од ових радова засновани су на накнадно изгубљеним ранијим текстовима, који су бележили флуидно усмено предање. Научници се не слажу око времена када су овакви усмени извештаји почели да се систематски прикупљају и записују, и у великој се мери разликују у процени историјске поузданости доступних текстова.

### Улога Меке и Ћабе
Ћаба, чија се околина сматрала светом (харам), постала је национално светилиште под старатељством Курејшија, главног племена Меке, што је Хиџаз учинило најважнијим верским подручјем у северној Арабији. Његова улога је учвршћена сукобом са хришћанским краљем Абрахом, који је контролисао већи део Арабије из седишта моћи у Јемену средином шестог века. Абраха је недавно саградио сјајну цркву у Сани и желео је да тај град учини главним ходочасничким центром, али Ћаба у Меки представљала је изазов за његов план. Абраха је пронашао изговор за напад на Меку, који су различити извори представљали алтернативно као загађење цркве од стране племена које је било у савезу са Меканцима или као напад на Абрахиног унука у Наџрану од стране меканске стране. Пораз војске коју је окупио да би освојио Меку са чудесним детаљима препричава исламска традиција и на њега се такође алудира у Курану и предисламској поезији. Након битке, која се вероватно догодила око 565. године, Курејшије су постале доминантна сила у западној Арабији, добивши титулу „Божји народ“ (ahl Allah) према исламским изворима, и формирали су култну групацију хумс, која је повезивала припаднике многих племена у западној Арабији са Ћабом.

### Ћаба, Алах и Хубал
Према традицији, Ћаба је била коцкаста грађевина, првобитно без крова, у којој се налазио црни камен поштован као реликвија. Светиште је било посвећено Хубалу (арапски: هبل), који је, према неким изворима, обожаван као највећи од 360 идола које је Ћаба садржавала, што је вероватно представљало дане у години. Ибн Исхак и Ибн Ал-Калби извештавају да је Хубалов идол у облику човека направљен од драгог камена (ахата, према Књизи о идолима) дошао у посед Курејшија са одломљеном десном руком и да су Курејшије направиле руку од злата да је замени. Пророк је прорицао у светилишту кроз извлачење обредне стреле, а давали су се завети и жртве да би се осигурао успех. Маршал Хоџсон тврди да су се односи са божанствима и фетишима у предисламској Меки одржавали углавном на основу цењкања, где су се очекивале услуге у замену за понуде. Неуспех божанства или пророчишта да пруже жељени одговор понекад је наилазио на љутњу.
Изведене су различите теорије у вези са улогом Алаха у меканској религији. Према једној хипотези, која сеже до Јулија Велхаузена, Алах (врховно божанство племенске федерације око Курејшија) је била ознака која је посветила супериорност Хубала (врховног божанства Курејшија) над осталим боговима. Међутим, постоје и докази да су Алах и Хубал били два различита божанства. Према тој хипотези, Ћаба је прво била посвећена врховном божанству по имену Алах, а затим је била домаћин пантеона Курејшија након њиховог освајања Меке, око једног века пре времена Мухамеда. Чини се да неки натписи указују на употребу Алаха као имена политеистичког божанства вековима раније, али не знамо ништа прецизно о овој употреби. Неки научници сугеришу да је Алах можда представљао удаљеног бога створитеља којег су постепено помрачила детаљнија локална божанства. Постоји неслагање око тога да ли је Алах играо главну улогу у меканском верском култу. Није познато да је постојао никакав иконски приказ или идол Алаха.

### Друга божанства
Три главне богиње меканске религије биле су ал-Лат, Ал-'Уза и Манат, које су називане Алаховим кћерима. Егертон Сајкс у међувремену наводи да је Ал-лат била женски пандан Алаху, док је Уза било име које је Бену Гатафан дало планети Венери.
Међу другим божанствима Курејшија у Меки били су Манаф, Исаф и Наила. Иако рани арапски историчар Ал-Табари назива Манафа (арапски : مناف) „једном од највећих божанстава Меке“, доступно је врло мало информација. Жене су додиривале његовог идола у знак благослова и држале се подаље од њега током менструације. Гонзаг Рикманс је ово описао као праксу својствену Манафу, али према Енциклопедији ислама, извештај Ибн Ал-Калбија указује да је то било заједничко свим идолима. Мухамедов пра-пра-деда се звао Абд Манаф што значи „Манафов роб“. Неки научници га сматрају богом сунца. Идоли Исаф и Наила налазили су се у близини Црног камена са талбијом која се изводила Исафу током жртвовања. О идолима су постојале разне легенде, укључујући и ону да су се окаменили након што су починили прељубу у Ћаби.
Пантеон Курејшија није био идентичан пантеону племена која су с њима улазила у различите култне и трговачке асоцијације, посебно у пантеон хума. Кристијан Џулијен Робин тврди да се први састојао углавном од идола који су се налазили у светилишту Меке, укључујући Хубала и Манафа, док је пантеон асоцијација био постављен на њега, а његова главна божанства су укључивала три богиње, које нису имале ни идоле ни светиња у том граду.

### Политички и верски развој
Друга половина шестог века била је период политичке нестабилности у Арабији и комуникациони путеви више нису били сигурни. Верске поделе биле су важан узрок кризе. Јудаизам је постао доминантна религија у Јемену, док се хришћанство укоренило у области Персијског залива. У складу са ширим трендовима античког света, Арабија је жудела за више духовном врстом религије и почела је да верује у загробни живот, док је избор религије све више постајао лични, а не заједнички избор. Док су многи били невољни да пређу у страну веру, те вере су пружале интелектуалне и духовне референтне тачке, а стари пагански речник арапског језика почео је да се замењује јеврејским и хришћанским позајмљеним речима из арамејског свуда, укључујући и Меку. Дистрибуција паганских храмова подржава аргумент Џералда Хотинга да је арапски политеизам био маргинализован у региону и да је већ нестао у Меки уочи појаве ислама. Пракса политеистичких култова била је све више ограничена на степу и пустињу, а у Јатрибу (касније познатом као Медина), који је обухватао два племена са многобожачким већином, одсуство јавног паганског храма у граду или његовом непосредном суседству указује на то да политеизам био ограничен на приватну сферу. Гледајући сам текст Курана, Хотинг је такође тврдио да је критика идолопоклоника и политеиста садржана у Курану у ствари хиперболична референца на друге монотеисте, посебно арапске Јевреје и арапске хришћане, чија су верска уверења сматрана несавршеним. Према неким предањима, Кааба није садржавала статуе, али је њена унутрашњост била украшена сликама Марије и Исуса, пророка, анђела и дрвећа.
Да би се супротставио ефектима анархије, поново је успостављена институција светих месеци, током којих је био забрањен сваки чин насиља. Тих месеци било је могуће без опасности учествовати на ходочашћима и вашарима. Курејшије су подржале принцип два годишња примирја, једног од једног месеца и другог од три месеца, што је меканском светилишту дало свети карактер. Култно удружење хумова, у којем су појединци и групе учествовали у истим обредима, било је првенствено верско, али је имало и важне економске последице. Иако је, како је показала Патриша Кроун, Мека није могла да се пореди са великим центрима караванске трговине уочи ислама, вероватно је била један од најпросперитетнијих и најбезбеднијих градова на полуострву, јер, за разлику од многих од њих, није имају околне зидове. Ходочашће у Меку је био популаран обичај. Верује се да су неки исламски ритуали, укључујући процесије око Ћабе и између брда Ал-Сафа и Марва, као и поздрав „ту смо, о Алаху, овде смо“ који се понавља при приближавању Ћаби, претходили исламу. Изворска вода је рано добила свети карактер у Арабији, а исламски извори наводе да је бунар Замзам постао свето место много пре исламске ере.

### Долазак ислама
Према Ибн Са'ду, супростављање у Меки је почела када је пророк ислама, Мухамед, навео стихове који „срамно говоре о идолима које су (Меканци) обожавали осим Њега (Бога) и помињу пропаст њихових очева који су умрли у неверици". Према Вилијаму Монтгомерију Вату, како су се редови Мухамедових следбеника повећавали, он је постао претња локалним племенима и владарима града, чије је богатство почивало на Ћаби, централној тачки меканског верског живота, коју је Мухамед претио да ће збацити. Мухамедово осуђивање меканске традиционалне религије било је посебно увредљиво за његово племе, Курејшије, пошто су они били чувари Ћабе.
Освајање Меке око 629–630. наше ере довело је до уништења идола око Ћабе, укључујући Хубала. Након освајања, светилишта и храмови посвећени божанствима су уништени, као што су светилишта Ал-Лат, ал-'Уза и Манат у Таифу, Накхла и ал-Кудаид.

### Северна Арабија
Мање сложена друштва изван Јужне Арабије често су имала мање пантеоне, при чему је божанство заштитника имало велику важност. Божанства потврђена на северним арапским натписима су Руда, Нуха, Аллах, Датхан и Кахл. Натписи на северноарапском дијалекту у региону Најд који се односе на Нуху описују емоције као дар од њега. Осим тога, говоре и да је Руда одговоран за све добро и лоше.
Сафаитска племена су посебно обожавала богињу ал-Лат као доносиоца просперитета. Сиријског бога Балшамина су обожавала и сафаитска племена и помиње се у сафаитским натписима.
Верско обожавање међу Кедаритима, древном племенском конфедерацијом која је вероватно била потчињена Набатеји око 2. века нове ере, била је усредсређена на политеистички систем у коме су жене постале истакнуте. Божанске слике богова и богиња које су обожавали Арапи Кедарита, као што је забележено у асирским натписима, укључивале су представе Атарсамаина, Нухе, Руде, Даија, Абирилуа и Атаркуруме. Жена чуварица ових идола, обично владајућа краљица, служила је као свештеница (apkallatu, у асирским текстовима) која је комуницирала са другим светом. Такође постоје докази да је Кедар обожавао ал-Лата коме је посвећен натпис на сребрној посуди краља Кедара. У вавилонском Талмуду, који се вековима преносио усмено пре него што је преписан в. 500. године нове ере, у трактату Таанис (folio 5b), каже се да је већина Кедарита обожавала паганске богове.
Натпис на арамејској стели који је открио Чарлс Хуберт 1880. године у Тајми помиње увођење новог бога званог Салм од хгм у градски пантеон, што су дозволила три локална бога – Салм од Махрама који је био главни бог, Шингала и Ашира. Име Салм значи „слика” или „идол”.
Мадијанци, народ који се помиње у Књизи Постања и који се налази у северозападној Арабији, можда су обожавали Јахвеа. Заиста, неки научници верују да је Јахве првобитно био мадијански бог и да су га потом Израелци усвојили. Египатски храм Хатор и даље се користио током мадијанске окупације тог места, иако су слике Хатора биле унакажене што сугерише противљење Мидијана. Преобразили су га у пустињски шатор-светилиште постављено у којем је постављена бакарна скулптура змије.
Лихјанити су обожавали бога Ду-Габата и ретко су се обраћали другима за своје потребе. Дху-Гхабатово име значи „онај из шипражја”, на основу етимологије габах, што значи шума или густиш. Бог ал-Кутба', бог писања, који је вероватно повезан са вавилонским божанством, а можда га је у регион донео вавилонски краљ Набонид, такође се помиње у лихјанским натписима. Обожавање хермонских богова Леукотеја и Теандрија проширило се од Феникије до Арабије.
Према Књизи о идолима, племе Тај је обожавало ал-Фалса, чији је идол стајао на Џабал Аји, док је племе Калб обожавало Вада, који је имао идола у Думат ал-Џандалу.

### Набатејци
Набатејци су обожавали првенствено северна арапска божанства. Под страним утицајима, у своја веровања су уградили и страна божанства и елементе.
Главни бог Набатејаца је Душара. У Петри, једина главна богиња је Ал-Уза, која преузима црте Изиде, Тихе и Афродите. Није познато да ли су њено обожавање и идентитет повезани са њеним култом у Нахли и другима. Набатејски натписи дефинишу Ал-Лат и Ал-Узу као „невесте Душаре“. Ал-Уза је можда била епитет богиње Ал-Лат у набатејској религији према Џону Ф. Хилију.
Изван Петре су обожавана друга божанства; на пример, Хубал и Манат су призивани у Хиџазу, а ал-Лат је призвана у Хаурану и сиријској пустињи. Набатејски краљ Ободас I, који је основао Ободат, је обожен и обожаван као бог. Такође су обожавали богове Шеј ал-Каум, ал-Хутба, и различита грчко-римска божанства као што су Ника и Тиха. Максим Родинсон сугерише да је Хубал, који је био популаран у Меки, имао набатејско порекло.
Обожавање Пакидаса, набатејског бога, потврђено је у Гераси поред Хере у натпису из првог века нове ере, док је арапски бог такође потврђен са три натписа из другог века.
Набатејци су били познати по својим сложеним гробницама, али нису биле само за приказ; требало је да буду удобна места за мртве. Петра има многа „света узвишења“ које укључују олтаре који се обично тумаче као места за људске жртве, иако је од 1960-их постојала алтернативна теорија да су то „платформе за излагање“ за постављање лешева покојника као део ритуала сахране. Међутим, у ствари, постоји мало доказа за било коју тезу.

### Религијска уверења Арапа изван Арабије
Палмира је била космополитско друштво, са становништвом које је било мешавина Арамејаца и Арапа. Арапи из Палмире су обожавали ал-Лата, Рахима и Шамаша. Храм ал-Лат је основало племе Бене Ма'зин, које је вероватно било арапско племе. Номади из руралних крајева су обожавали низ божанстава, која су носила арапска имена и атрибуте, међу којима је најистакнутији био Абгал, који ни сам није посведочен у самој Палмири. Ма'н, арапски бог, обожаван је заједно са Абгалом у храму посвећеном 195. године нове ере у Кирбет Семрину у региону Палмирене, док га натпис из 194. године у Рас есх-Схаару назива „добрим и издашним богом”. Стела у Рас еш-Шару приказује га како јаше коња са копљем док бог Саад јаше камилу. Абгал, Ма'н и Са'д су били познати као генији.
Бог Ашар је био представљен на стели у Дура Еуропосу поред другог бога Са'да. Ашар је био представљен на коњу у арапској хаљини, док је други приказан како стоји на земљи. Обојица су имали партијску фризуру, велике длаке на лицу и бркове као и сличну одећу. Утврђено је да је Ашарово име коришћено на теофоричан начин међу областима са већинским арапским становништвом у региону северозападних семитских језика, као што је Хатра, где су имена попут „Уточиште Ашара“, „Ашаров слуга“ и „Ашар је дао“ забележени су на натпису.
У Едеси је соларно божанство било примарни бог у време римског цара Јулијана и ово обожавање су вероватно донели мигранти из Арабије. У Јулијановој беседи одржаној становницима града помиње се да су обожавали Сунце окружено Азизом и Монимом које је Јамблих идентификовао са Аресом и Хермесом. Монимос је изведено од Mu'nim или „повољнији“, и било је друго име Руда или Рулдаиу, као што се види из писања његовог имена у Сенахерибовим Аналима.
Идол бога ал-Укаисира се, према Књизи идола, налазио у Сирији, а обожавала су га племена Куда'а, Лахм, Јудхам, Амела и Гатафан. Присталице би ишле на ходочашће код идола и бријале своје главе, а затим мешале косу са житом, „за сваку длаку шаку пшенице“.
У луци Поцуоли у Италији откривено је светилиште Душара. Град је био важна веза за трговину на Блиском истоку, а познато је да је био присутан набатејцима средином 1. века пре нове ере. Минејски олтар посвећен Ваду је очигледно постојао на Делосу, са два натписа на минејском и грчком језику.

### Бедуинска веровања
Бедуини су упознали меканске ритуалне праксе док су посјећивали насељене градове Хиџаза током четири мјесеца "светог примирја", од којих су прва три била посвећена вјерским обредима, док је четврти био одвојен за трговину. Алан Џонс на основу бедуинске поезије закључује да су богови, чак и Алах, за бедуине били мање важни од судбине. Изгледа да су имали мало поверења у ритуале и ходочашћа као средства за помиловање судбине, али су прибегли прорицању и гатарима (kahins). Бедуини су сматрали нека дрвећа, бунаре, пећине и камење као свете предмете, било као фетише или као средство за долазак до божанства. Створили су светилишта у којима су људи могли обожавати фетише.
Бедуини су имали кодекс части за који Фазлур Рахман Малик наводи да се може сматрати њиховом верском етиком. Овај кодекс је обухватао жене, храброст, гостопримство, поштовање својих обећања и пактова и освету. Веровали су да ће дух убијеног викати из гроба све док се њихова жеђ за крвљу не утажи. Праксе као што је убијање девојчица често су сматране верским санкцијама. Бројни спомени џина у Курану и сведочанства и предисламске и исламске литературе указују на то да је веровање у духове било истакнуто у предисламској бедуинској религији. Међутим, постоје докази да је реч џин изведена из арамејског, ginnaye, што је нашироко посведочено у палмирским натписима. Арамејску реч хришћани су користили за означавање паганских богова сведених на статус демона, а у арапски фолклор је уведена тек касно у предисламско доба. Јулијус Велхаузен је приметио да се сматрало да такви духови насељавају пуста, прљава и мрачна места и да су их се плашили. Од њих се требало заштитити, али они нису били предмет истинског култа.
Религиозно искуство бедуина је такође укључивало наизглед аутохтони култ предака. Мртви се нису сматрали моћним, већ лишеним заштите и било им је потребно милосрђе живих као наставак друштвених обавеза и после смрти. Чини се да су само одређени преци, посебно хероји од којих је племе добило име, били предмет правог поштовања.

## Друге религије

### Иранске религије
Иранске религије постојале су у предисламској Арабији због сасанидског војног присуства дуж Персијског залива и Јужне Арабије као и због трговачких путева између Хиџаза и Ирака. Неки Арапи на североистоку полуострва прешли су у зороастризам и неколико зороастријских храмова је изграђено у Неџду. Део припадника племена Бану Тамим су прешли на зороастризам. Такође постоје докази о постојању манихејства у Арабији јер неколико раних извора указује на присуство „зандака“ у Меки, иако би се тај термин такође могао тумачити као да се односи на маздакизам. Међутим, према најновијем Тардиеуовом истраживању, распрострањеност манихејства у Меки током 6. и 7. века, када се појавио ислам, не може се доказати. Сличну суздржаност у погледу појаве манихејства и маздакизма у предисламској Меки нуде Тромпф & Миккелсен ет ал. у свом најновијем раду (2018). Постоје докази о кружењу иранских религиозних идеја у облику персијских позајмљених речи у Курану, као што је фирдавс (рај).
Зороастризам је такође био присутан у источној Арабији и у региону су живели зороастријанци који су говорили персијски. Религија је уведена у регион који обухвата и данашњи Бахреин током владавине персијских империја у региону, почевши од 250. године пре нове ере. У Бахреину су ову религију практиковали углавном  персијски досељеници. Зороастризам се такође практиковао у области данашњег Омана под контролом Персијанаца. Религија је такође постојала у области модерног Јемена под контролом Персијанаца. Потомци Абне, персијских освајача Јемена, били су следбеници зороастризма. Јеменске Зороастријанце који су им наметнули џизју након што их је Мухамед освојио помиње исламски историчар ал-Баладхури. Према Серјеанту, народ Бахарна може бити арабизовани потомци конвертита из првобитне популације старих Персијанаца (мајус), као и других религија.

### Абрахамске религије

#### Јудаизам
У преисламској Арабији постојала је успешна заједница јеврејских племена и укључивала је и седентарне и номадске заједнице. Јевреји су мигрирали у Арабију од римских времена па надаље. Арапски Јевреји су говорили арапски као и хебрејски и арамејски и имали су контакт са јеврејским верским центрима у Вавилонији и Палестини. Јеменски Химијари су прешли на јудаизам у 4. веку, а неки од Кинда су такође прешли у 4./5. Јеврејска племена су обитавала у свим већим арапским градовима током Мухамедовог времена, укључујући Тајму и Хајбар, као и Медину са двадесет племена која су живела на полуострву. Из гробних натписа видљиво је да су Јевреји такође живели у Мадаин Салеху и Ал-'Ули.
Постоје докази да су јеврејске преобраћенике у Хиџазу други Јевреји, као и не-Јевреји, сматрали Јеврејима, и да су тражили савет од вавилонских рабина о питањима попут одеће и кошер хране. У најмање једном случају, познато је да је једно арапско племе пристало да прихвати јудаизам као услов за насељавање у граду у којем доминирају јеврејски становници. За неке арапске жене у Јатрибу/Медини се каже да су се заклеле да ће њихово дете учинити Јеврејином ако дете преживи, пошто су Јевреје сматрале људима „знања и књиге“ (ilmin wa-kitābin). Филип Хити на основу властитих имена и пољопривредног речника закључује да су се јеврејска племена Јатриба састојала углавном од јудаизованих кланова арапског и арамејског порекла.
Кључна улога коју су Јевреји имали у трговини и пијацама Хиџаза значила је да је тржни дан у недељи дан који је претходио јеврејској суботи. Овај дан, који се на арапском звао аруба, такође је пружио прилику за судске процесе и забаву, што је заузврат могло утицати на избор петка као дана заједничке молитве муслимана. Крајем шестог века, јеврејске заједнице у Хиџазу биле су у стању економског и политичког опадања, али су наставиле да цветају културно у региону и изван њега. Они су развили своја посебна веровања и праксе, са израженом мистичном и есхатолошком димензијом. У исламској традицији, на основу фразе у Курану, за арапске Јевреје се каже да су Узаира називали Алаховим сином, иако је историјска тачност ове тврдње оспорена.
Јеврејски пољопривредници живели су у региону источне Арабије. Према Роберту Бертраму Серјеанту, Бахарна може бити арабизовани „потомци преобраћеника од хришћана (Арамејаца), Јевреја и старих Персијанаца (Мајус) који су насељавали острво и култивисане обалне провинције источне Арабије у време арапског освајања“. Из исламских извора, чини се да је јудаизам била религија која се највише пратила у Јемену. Јакуби је тврдио да су сви Јеменци Јевреји; Ибн Хазм међутим наводи да су само Химијари и неки Киндити били Јевреји.

### Хришћанство
Главне области хришћанског утицаја у Арабији биле су на североисточној и северозападној граници и у оном што је постало Јемен на југу. Северозапад је био под утицајем хришћанске мисионарске активности из Римског царства где су Гасаниди, клијентско краљевство Римљана, претворени у хришћанство. На југу, посебно у Најрану, центар хришћанства се развио као резултат утицаја хришћанског краљевства Аксум са друге стране Црвеног мора у Етиопији. Неки од Бану Харита су прешли на хришћанство. Једна породица из племена изградила је велику цркву у Наџрану под називом Deir Najran, такође познату као Ka'ba of Najran. И Гасаниди и хришћани на југу усвојили су монофизитизам.
Трећа област хришћанског утицаја била је на североисточним границама где су Лакхмиди, клијентско племе Сасанијана, усвојили несторијанство, као облик хришћанства који је имао највећи утицај у Сасанијском царству. Како је област Персијског залива у Арабији све више падала под утицај Сасанијанаца од раног трећег века, многи становници су били изложени хришћанству након што су мезопотамски хришћани распршили религију на исток. Међутим, тек у четвртом веку хришћанство је стекло популарност у региону оснивањем манастира и епархијске структуре.
У предисламским временима, становништво источне Арабије обухватало ј христијанизоване Арапа (укључујући Абд ал-Кајса) и арамејских хришћана између осталих религија. Сиријски је функционисао као литургијски језик. Серјеант наводи да су Бахарна можда арабизовани потомци конвертита из првобитног становништва хришћана (Арамејаца), између осталих религија у време арапских освајања. Бетх Катраје, што се са сиријског преводи као „регија Катара“, било је хришћанско име које се користило за регион који обухвата североисточну Арабију. Ова област обухвта Бахреин, острво Тароут, Ал-Кхат, Ал-Хасу и Катар. Оман и оно што су данас Уједињени Арапски Емирати чинили су бискупију познату као Бет Мазунаје. Име је изведено од 'Мазун', персијског назива за Оман и Уједињене Арапске Емирате. Сохар је био централни град епархије.
У Неџду, у центру полуострва, постоје докази да су припадници два племена, Кинда и Таглиб, прешли на хришћанство у 6. веку. Међутим, у Хиџазу на западу, иако постоје докази о присуству хришћанства, сматра се да није било значајно међу аутохтоним становништвом тог подручја.
Арабизирана хришћанска имена била су прилично честа међу преисламским Арапима, што се приписује утицају који су сиријски хришћански Арапи имали на бедуине полуострва неколико векова пре успона ислама.
Нил Робинсон, на основу стихова Курана, верује да су неки арапски хришћани можда имали неортодоксна веровања као што је обожавање божанске тријаде Бога оца, Исуса Сина и Марије Мајке. Штавише, постоје докази да су неортодоксне групе као што су колиридијанци, чији су присталице обожавале Марију, биле присутне у Арабији, и предложено је да се Куран односи на њихова вјеровања. Међутим, други научници, посебно Мирчеа Елијаде, Вилијам Монтгомери Ват, Г. Р. Хотинг и Сидни Х. Грифит, доводе у сумњу историчност или поузданост таквих референци у Курану. Њихови ставови су следећи:
- Мирча Елијаде тврди да је Мухамедово познавање хришћанства „било прилично приближно“[184] и да референце на трио Бога, Исуса и Марије вероватно одражава вероватноћу да су Мухамедове информације о хришћанству потекле од људи који су познавали монофизитску цркву у Абисинији, која је била познат по изузетном поштовању Марије.[184]
- Вилијам Монтгомери Ват истиче да не знамо колико је Мухамед био упознат са хришћанским веровањима пре освајања Меке и да је датирање неких одломака у којима се критикује хришћанство неизвесно.[185] Његов став је да Мухамед и рани муслимани можда нису били свесни неких ортодоксних хришћанских доктрина, укључујући природу тројства, јер су људи који су Мухамеда о хришћанству имали ограничено разумевање доктринарних питања.[186]
- Ват је такође тврдио да стихови који критикују хришћанске доктрине у Курану нападају хришћанске јереси попут тритеизма и „физичког синовства“, а не ортодоксно хришћанство.[185]
- Г. Р. Хавтинг, Сидни Х. Грифит и Габријел Рејнолдс тврде да стихове који коментаришу наизглед неортодоксна хришћанска вјеровања треба читати као информисану, полемички мотивисану карикатуру главне хришћанске доктрине чији је циљ да истакне колико су из исламске перспективе погрешни неки од хришћанских принципа.[187]